# The Art of Drowning
The Art of Drowning è il quinto album studio della band punk rock AFI. È l'ultima registrazione insieme alla casa discografica Nitro Records. Raggiunse la 174 posizione alla Billboard 200 e la nona nella Heatseekers. L'album, come il suo predecessore, è caratterizzato da un suono dark, horror punk, e presenta un suono elettronico nella canzone The Despair Factor. Dopo questo rilascio, la band assume una musica alternative rock.

## Tracce
1. Initiation – 0:39
2. The Lost Souls – 2:42
3. The Nephilim – 2:35
4. Ever and a Day – 3:06
5. Sacrifice Theory – 1:58
6. Of Greetings and Goodbyes – 3:04
7. Smile – 1:31
8. A Story at Three – 3:53
9. Dream of Waking – 3:01 – solo in vinile
10. The Days of the Phoenix – 3:27
11. Catch a Hot One – 2:54
12. Wester – 3:01
13. 6 to 8 – 4:21
14. The Despair Factor – 3:54
15. Morningstar – 3:18

16 battled (hidden track)

## Formazione
- Davey Havok – voce
- Jade Puget – chitarra, voce secondaria
- Hunter Burgan – basso, voce secondaria
- Adam Carson – batteria, voce secondaria

## Classifica
| Anno | Classifica             | Posizione |
| ---- | ---------------------- | --------- |
| 2000 | The Billboard 200      | #174      |
| 2000 | Heatseekers            | #9        |
| 2002 | Top Independent Albums | #33       |